# Museum voor Schone Kunsten en Keramiek (Verviers)
Het Museum voor Schone Kunsten en Keramiek (Musée des Beaux-Arts et de la Céramique) is een kunstmuseum in de Belgische stad Verviers, gelegen aan Rue Renier 17. Het is gevestigd in het vroegere Hôpital Nouveau uit 1661.
Het museum werd opgericht in 1884 door Jean-Simon Renier die schilder, geschiedkundige en kunstverzamelaar was. Vooral in gravures was hij geïnteresseerd en hij liet een verzameling 16e-, 17e- en 18e-eeuwse werken na, later aangevuld met eigentijdse werken. Ook liet hij schilderijen, beeldhouwwerken en keramiek na. Deze verzamelingen vormden de grondslag voor het museum.
Renier leefde in een tijd van economische voorspoed, waarin diverse fabrikanten kunstcollecties aanlegden. Deze werden vaak (gedeeltelijk of in hun geheel) aan het museum geschonken. Zo liet Edouard Deru 19e-eeuwse Belgische schilderkunst na, Pierre Hazeur oudere schilderijen en zijn echtgenote, Blanche Hauzeur de Simony schonk een keramiekverzameling.
Aldus ontstond een overzichtscollectie van Europese schilderkunst van de 14e tot de 20e eeuw, en volgens het museum zelf "een van de opmerkelijkste en uitgebreidste keramiekverzamelingen van België" met objecten zowel uit België als ver daarbuiten.
Ook de moderne kunst is vertegenwoordigd, zoals de intimistische schilders uit de regio Verviers, en moderne keramiek.
Door de overstromingen van 2021 werd het Museum voor Archeologie en Folklore beschadigd en besloot men de collecties van de twee stedelijke musea samen te brengen in het Hôtel de Biolley. Dat zou openen in 2029 en in de oude gebouwen van het Museum voor Schone Kunsten en Keramiek zouden de reserves van de twee instellingen worden ondergebracht.

## Enkele stukken uit de collectie

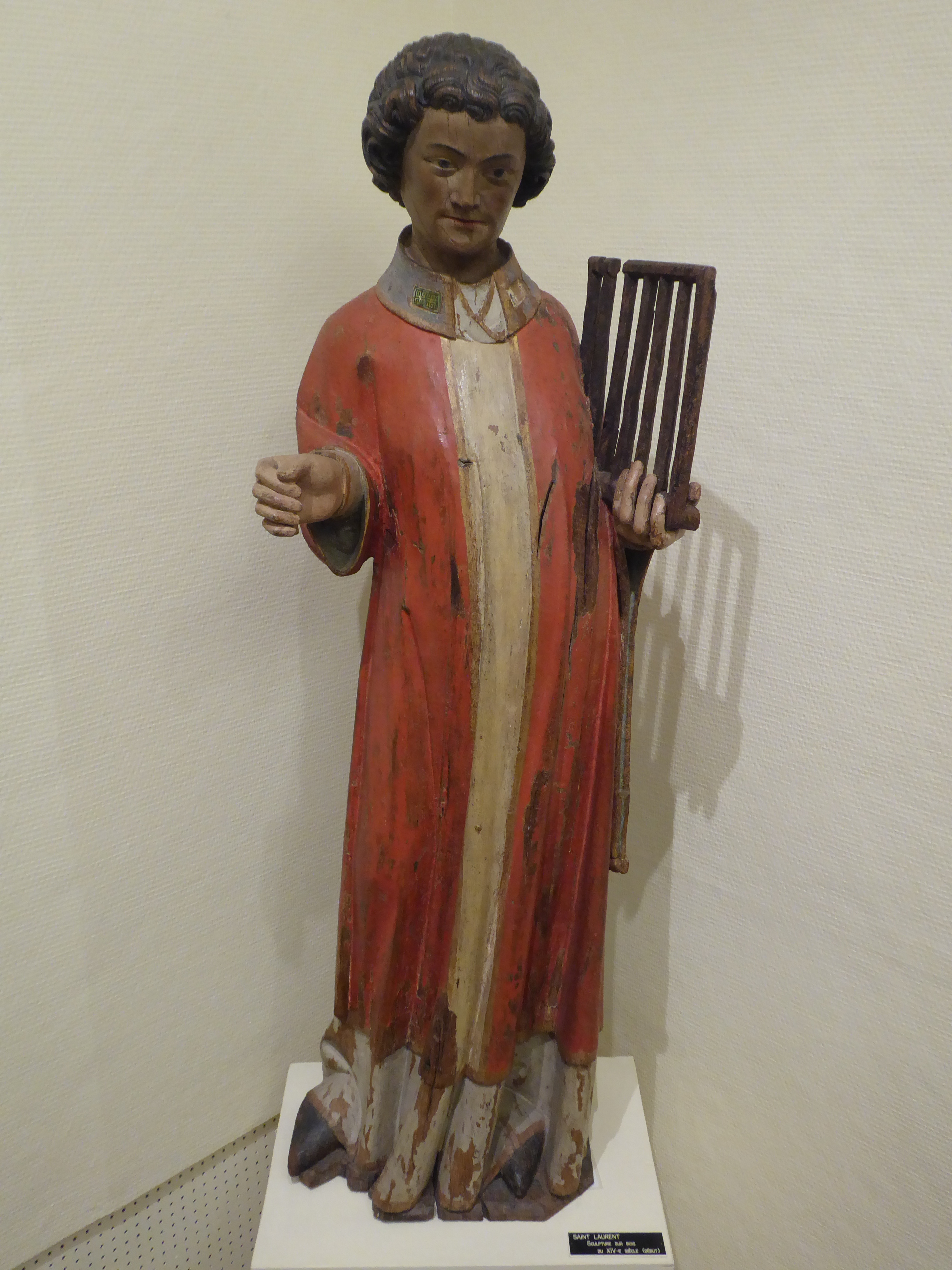
Standbeeld van de H. Laurentius (13e eeuw)
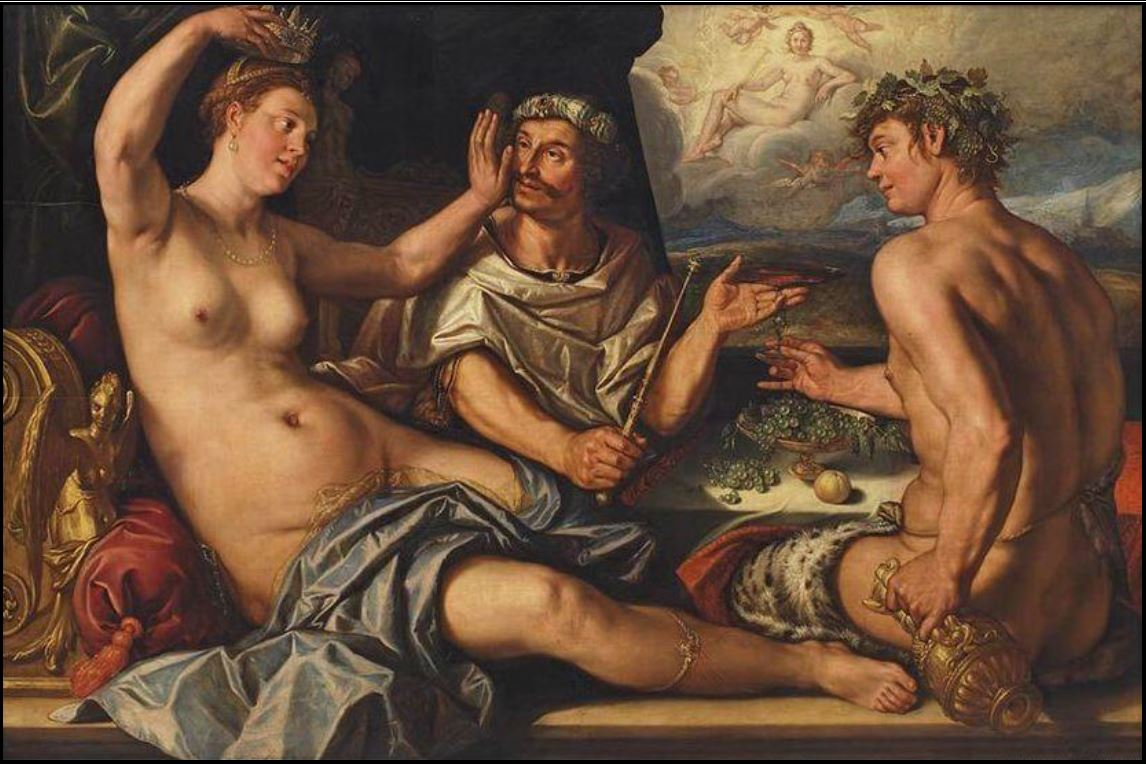
Apame & Bacchus van Hendrick Goltzius
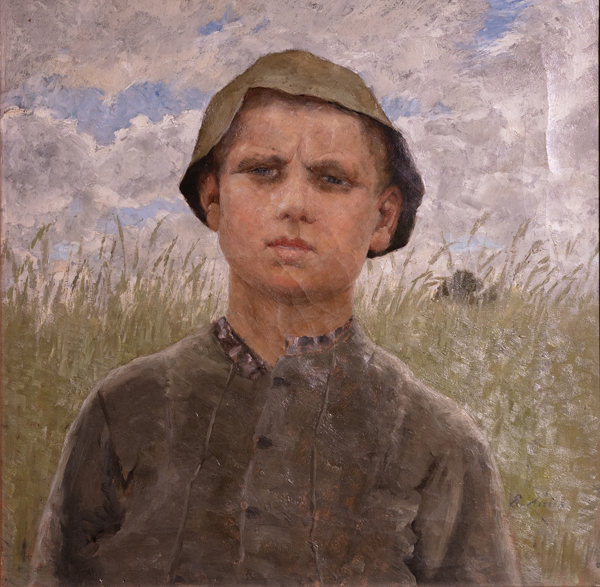
Jonge boer van Emile Claus
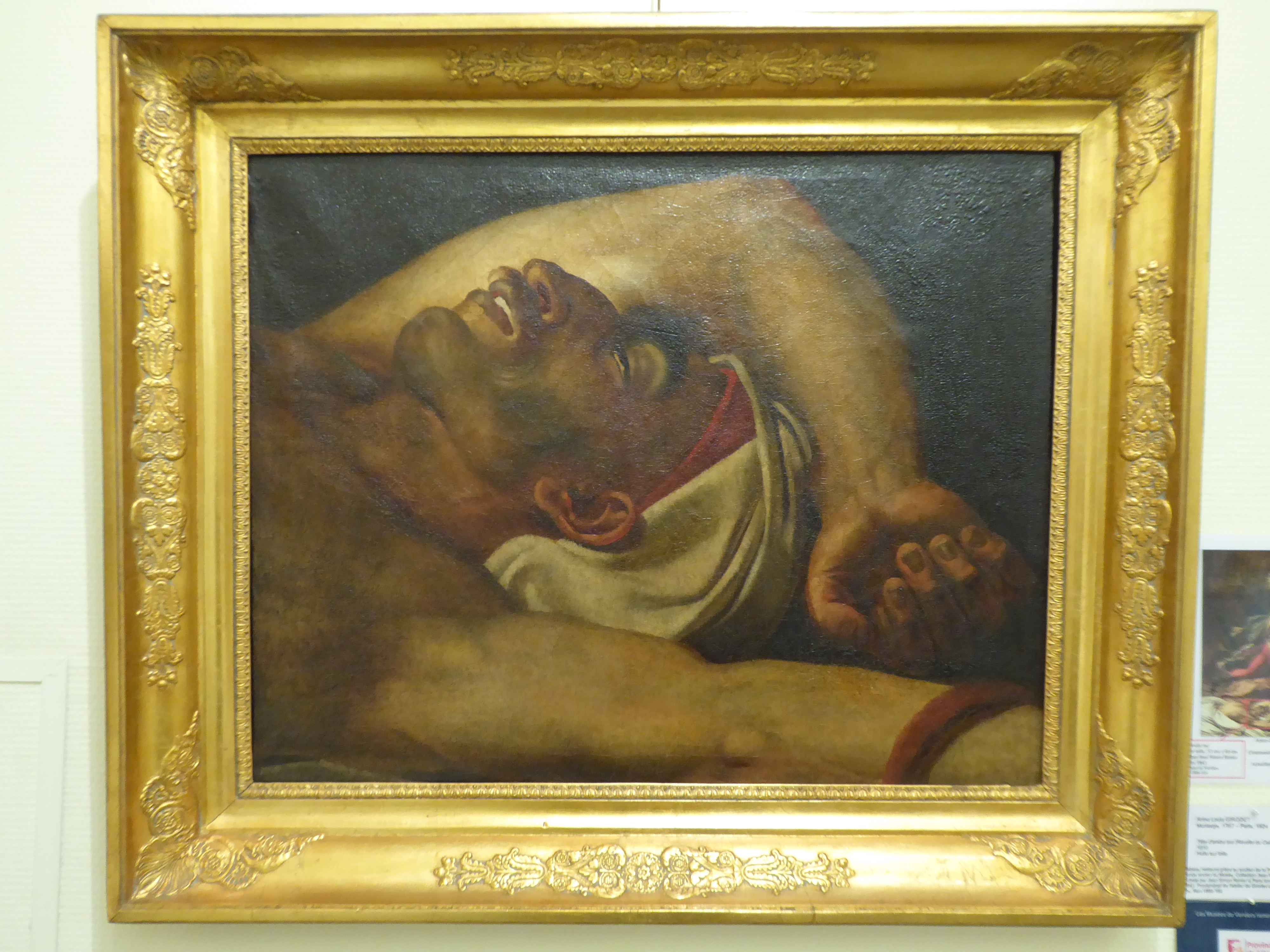
Révolte du Caire (detail) van Anne-Louis Girodet-Trioson
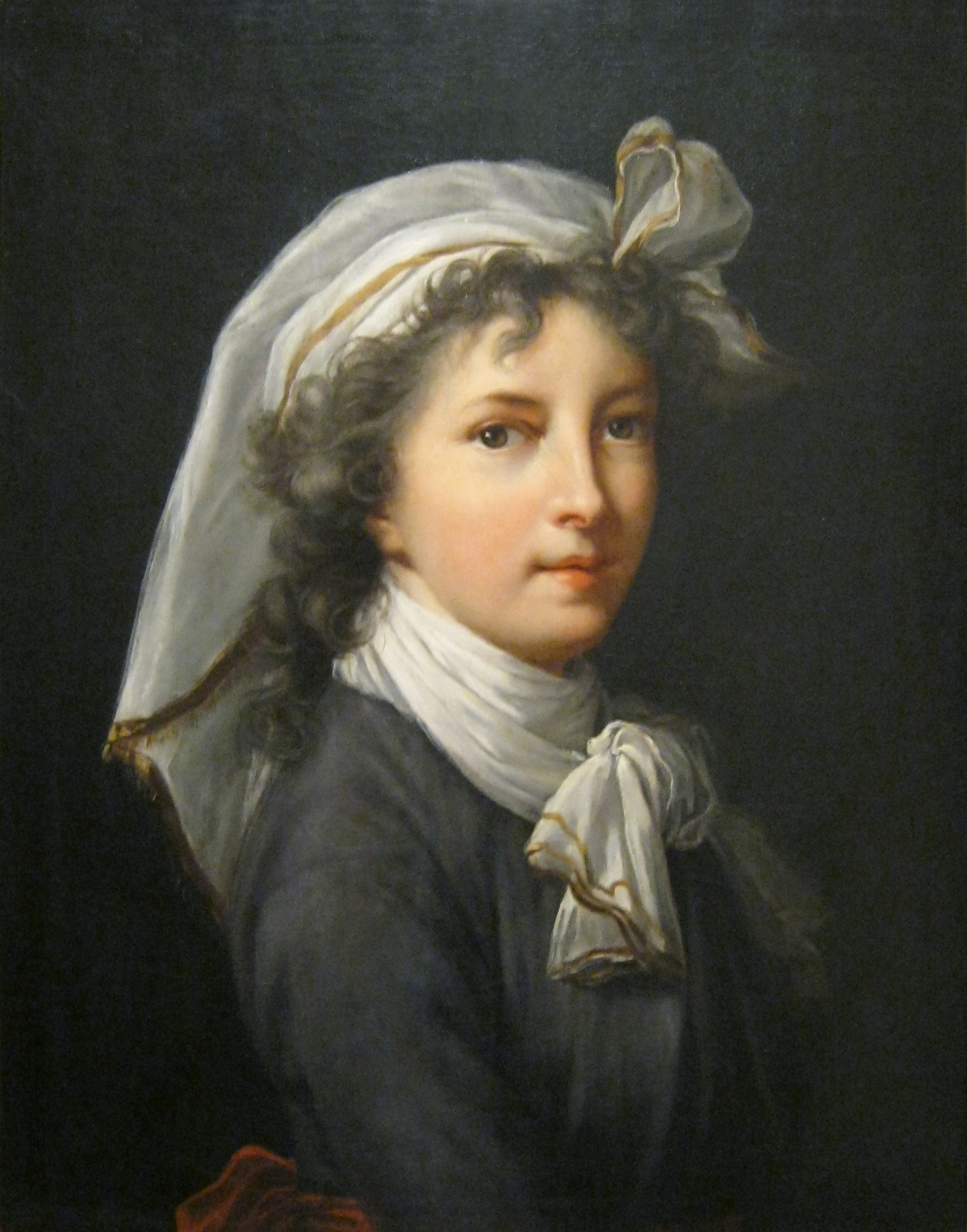
Zelfportret van Élisabeth Vigée-Le Brun